# Битие (Библия)
 Тази статия е за библейския текст.  За философското понятие вижте Битие.  
Битие (на гръцки: η Κτίσις – Създаване или η Γένεσις – Сътворение, на латински: Genesis, а на еврейски език: Бе расит (בְּרֵאשִׁית) – В началото) е първата книга от Библията и от Петокнижието (петте Мойсееви книги).
В Битие се представя древно предание за възникването на света, човешкия род и Божия нaрод – народа на Израил. В тази книга все още не се открива същинско законодателство. С изключение на няколко родословия, списъци и поетични творби, в Битие преобладава повествованието. Както цялото Петокнижие, така и Битие разказва за различни, понякога дори болезнени индивидуални или колективни изпитания. Тези събития се разказват от евреите и постепенно се преосмислят в светлината на нови събития и обстоятелства.

## Наименование
Името „Genesis“ идва от латинския превод на Библията „Вулгата“, който е заимстван или преведен от гръцкото Génesis. Тази дума е най-добре представена на английски от „origin“ (произход). На еврейски книгата е именувана Берешит, по името на първата дума от книгата berēʾšîṯ (В началото).